# Сторпирштис, Арунас
Арунас Сторпирштис (лит. Arūnas Storpirštis; 2 сентября 1950, Вильнюс, Литовская ССР, СССР — 6 ноября 2018, Вильнюс, Литва) — литовский и советский актёр театра и кино, старший брат актёра Гедиминаса Сторпирштиса.

## Биография
В 1975 году окончил Литовскую консерваторию. Работал в молодёжном театре Литвы, затем в Большом театре Литвы. На театральной сцене сыграл большое количество ролей во множестве спектаклей, среди которых «Учитель танцев», «Любовь и смерть в Вероне», «Ивонна, принцесса Бургундская» и многие другие. 
В кино играл преимущественно роли второго плана. Наиболее заметными стали работы в фильмах Георгия Юнгвальда-Хилькевича «Сезон чудес» и «Тайна королевы Анны, или Мушкетёры тридцать лет спустя», в фильме Вадима Костроменко «Секретный фарватер» а также в фильме Евгения Гинзбурга «Остров погибших кораблей».
В последние годы много работал на литовском телевидении.

## Роли в театре

### Молодёжный театр Литвы
- 1978 — «Учитель танцев» — Рикардо
- 1979 — «Золотой ключ» — Кот Василий
- 1980 — «Часы с кукушкой» — Саша
- 1981 — «И всё же он становится» — Александр Хмелик
- 1982 — «Любовь и смерть в Вероне» — Самсон
- 1986 — «Записки из подполья» — Аполлон
- 1992 — «Питер Пэн» — Капитан Крюк
- 1994 — «Девушка и дракон» — Джордж
- 1998 — «Perpetum Mobile» — Маркус
- 2007 — «Ивонна, принцесса Бургундская» — Валентин

## Фильмография
1. 1972 — Геркус Мантас — молодой воин литовцев
2. 1973 — Куда уходят сказки — Арнас
3. 1975 — День возмездия — поэт, дворянин из окружения Завиши
4. 1978 — Не буду гангстером, дорогая — «Красавчик»
5. 1979 — Чёртово семя — эпизод
6. 1979 — Блуждающие огоньки — адъютант генерала
7. 1980 — Американская трагедия — Гилберт Грифитс
8. 1981 — Игра без козырей — директор ресторана «Жирмунай»
9. 1984 — Действуй по обстановке! — Саймон Хантер
10. 1985 — Салон красоты — певец в ресторане
11. 1985 — Сезон чудес — Вадим Тавров
12. 1986 — Выше Радуги — награждающий
13. 1986 — Игра хамелеона — Сальвье
14. 1986 — Секретный фарватер — Джек Нэйл
15. 1987 — Даниил — князь Галицкий — Миндаугас, князь литовский
16. 1987 — Остров погибших кораблей — Фергюс Слэйтон, губернатор
17. 1990 — Зимняя вишня-2 — муж Ольги
18. 1993 — Тайна королевы Анны, или Мушкетёры тридцать лет спустя — Монк
19. 2005 — Персона нон грата — Арунас Валенас, работник полиции
20. 2008 — Женщины лгут лучше — Сильвестрас, отец Маргариты
21. 2010 — Евразиец — русский мафиози
22. 2011 — Украденное счастье — Альфредас
23. 2013 — Криминалисты — Ромас Картяцкас
24. 2014 — Звезда — Беридзе Георгий Борисович, заведующий кафедрой гемапатологии элитной клиники
25. 2015 — Дядя — Гинтарас
26. 2016 — О, нет! О, да! — Альгимантас
27. 2019 — Лиловый туман — Доктор